# Marie-Brigitte Gauthier-Chaufour
Marie-Brigitte Gauthier-Chaufour (geborene Marie-Brigitte Chaufour, * 31. August 1928 in Paris; † 15. Juli 2001) war eine französische Komponistin.

## Leben
Marie-Brigitte Chaufour hatte ab dem vierten Lebensjahr Violinunterricht bei Simone Filon und studierte ab dem vierzehnten Lebensjahr Solfège bei André Asselin am Pariser Konservatorium. An 1946 besuchte sie die Violinklasse von René Benedetti und studierte außerdem Harmonielehre bei Henri Challan und Kontrapunkt bei Noël Gallon. 1958 gewann sie mit der Kantate Une mort de Don Quichotte nach einem Text von Randal Lemoine den Zweiten Second Grand Prix de Rome.
Nach der Ausbildung am Konservatorium besuchte sie die Orgelklasse von Suzanne Chaisemartin an der École Normale de Musique de Paris, wo sie 1975 ein Diplom als Organistin erwarb. Als Mutter von vier Kindern verfolgte sie keine berufliche musikalische Laufbahn, dennoch komponierte sie eine Reihe beachteter Werke.
1956 wurde im Salle Pleyel im Rahmen der Concerts Pasdeloup ihr Konzert für Cello und Orchester durch den Cellisten Bernard Michelin unter Leitung von Jacques Michon uraufgeführt. Weiterhin komponierte sie zwei Messen (1964 und 1969), ein Bläserquartett, ein Stück für Kontrabass für die Prüfungen am Konservatorium sowie eine Anzahl von Liedern. Mehrere Jahre war sie Vorsitzende der Jury beim Concours International Leopold Bellan.
| Personendaten    | Personendaten                     |
| ---------------- | --------------------------------- |
| NAME             | Gauthier-Chaufour, Marie-Brigitte |
| ALTERNATIVNAMEN  | Chaufour, Marie-Brigitte          |
| KURZBESCHREIBUNG | französische Komponistin          |
| GEBURTSDATUM     | 31. August 1928                   |
| GEBURTSORT       | Paris                             |
| STERBEDATUM      | 15. Juli 2001                     |